# Luchthaven Andøya Andenes
Luchthaven Andøya Andenes (Noors: Andøya lufthavn Andenes) (IATA: ANX, ICAO: ENAN) is een vliegveld bij Andenes op het eiland Andøya in Vesterålen. Het vliegveld wordt geëxploiteerd door het staatsbedrijf Avinor. Daarnaast wordt het gebruikt door de Noorse luchtmacht.
Het civiele gedeelte van het vliegveld wordt bediend door Widerøe. De maatschappij vliegt dagelijks  op Tromsø, Bodø en Stokmarknes en Harstad/Narvik.